# Flexió (exercici físic)

El leg curl (flexió de les cames) és un exemple de flexió: la cama passa d'una posició llarga a una de curta en direcció antigravitacional.

En ciències de l'esport, la flexió (en anglès curl ) és la transició d'una posició llarga a una posició curta d'un membre o d'un segment corporal, en un sentit antigravetat. La contracció muscular utilitzada és la concèntrica dels músculs flexors. Per exemple, des de la posició suspesa a la barra, realitzant una flexió de les extremitats superiors (flexió de l'avantbraç sobre el braç) es fa un moviment antigravitacional, aixecant el pes de tot el cos.
Sovint, erròniament, els "moviments de flexió" es defineixen com accions que en realitat, essent transicions d'una actitud llarga a una curta d'un membre en sentit gravitatori, s'han de definir correctament com a flexió.
Alguns tipus de moviments que es poden classificar com a flexions són el leg curl (flexió de les cames), el crunch (flexió dels abdominals), la flexió del bíceps o curl del bíceps (generalment amb manuelles), la variant "hammer curl" i les creus pectorals (realitzades amb manuelles o cables).